# JUnit
O JUnit é um framework open-source, que se assemelha ao raio de testes software java, criado por Erich Gamma e Kent Beck, com suporte à criação de testes automatizados na linguagem de programação Java.
Esse framework facilita a criação e manutenção do código para a automação de testes com apresentação dos resultados. Com ele, pode ser verificado se cada método de uma classe funciona da forma esperada, exibindo possíveis erros ou falhas podendo ser utilizado tanto para a execução de
baterias de testes como para extensão.
Com JUnit, o programador tem a possibilidade de usar esta ferramenta para criar um modelo padrão de testes, muitas vezes de forma automatizada.
O teste de unidade testa o menor dos componentes de um sistema de maneira isolada. Cada uma dessas unidades define um conjunto de estímulos (chamada de métodos), e de dados de entrada e saída associados a cada estímulo. As entradas são parâmetros e as saídas são o valor de retorno, exceções ou o estado do objeto.
Tipicamente um teste unitário executa um método individualmente e compara uma saída conhecida após o processamento da mesma. Por exemplo:
```
Assert.assertEquals(2, algumMetodo(1));
```

A expressão acima verifica se a saída de algumMetodo() é 2 quando esse método recebe o parâmetro 1. Normalmente o desenvolvedor já realiza testes semelhantes a esse pequeno exemplo, o que é chamado de testes unitários em linha. Assim sendo, o conceito chave de um teste de unidade é exercitar um código e qual o resultado esperado.
O JUnit permite a realização de testes de unidades, conhecidos como "caixa branca", facilitando assim a correção de métodos e objetos.
Algumas vantagens de se utilizar JUnit:
1. Permite a criação rápida de código de teste enquanto possibilita um aumento na qualidade do sistema sendo desenvolvido e testado;
2. Não é necessário escrever o próprio framework;
3. Amplamente utilizado pelos desenvolvedores da comunidade código-aberto, possuindo um grande número de exemplos;
4. Uma vez escritos, os testes são executados rapidamente sem que, para isso, seja interrompido o processo de desenvolvimento;
5. JUnit checa os resultados dos testes e fornece uma resposta imediata;
6. Pode-se criar uma hierarquia de testes que permitirá testar apenas uma parte do sistema ou todo ele;
7. Escrever testes com JUnit permite que o programador perca menos tempo depurando seu código;
8. JUnit é LIVRE.

A experiência adquirida com o JUnit tem sido importante na consolidação do Test Driven Development (desenvolvimento direcionado a testes). Além disso, ele foi adaptado a outras linguagens, tais como C♯ (NUnit), Python, Fortran, e C++.

## Exemplos de Código
Caso de teste bem simples para mostrar como o JUnit 3.8 funciona:
```
import
 
junit.framework.TestCase
;

// Todo caso de teste deve herdar características de TestCase.

public
 
class
 
SampleTest
 
extends
 
TestCase
 
{

 
private
 
java
.
util
.
List
<
Object
>
 
listaVazia
;

 
/**

  * Este método será chamado antes de cada método de teste.

  */

 
protected
 
void
 
setUp
()
 
{

	 
listaVazia
 
=
 
new
 
java
.
util
.
ArrayList
<
Object
>
();

 
}

 
/**

  * Após cada método de teste, este método é invocado para limpar o lixo.

  */

 
protected
 
void
 
tearDown
()
 
{

	 
listaVazia
 
=
 
null
;

 
}

 
/**

  * Todo método que começar com a palavra "test" será executado pelo JUnit.

  * O método testComportamento faz uma chamada ao método assertEquals(mensagem, valor

  * esperado, valor atual) que verifica se o resultado de "listaVazia.size()" (tamanho da

  * lista) é igual a 0 (zero) que é o valor esperado, caso contrário emite a mensagem.

  */

 
public
 
void
 
testComportamento
()
 
{

	 
assertEquals
(
"A lista vazia deve ter 0 elementos"
,
 
0
,
 
listaVazia
.
size
());

 
}

 
/**

  * Este método está testando a exceção. Ela deve ser lançada, pois existe

  * nenhum item na lista. Caso contrário a implementação tem problemas.

  */

 
public
 
void
 
testForException
()
 
{

	 
try
 
{

		 
Object
 
o
 
=
 
listaVazia
.
get
(
0
);

                 
fail
(
"Deve levantar uma IndexOutOfBoundsException"
);

	 
}
 
catch
 
(
IndexOutOfBoundsException
 
success
)
 
{

		 
// Sucesso

         
}

 
}

}

```

O mesmo teste para JUnit 4.0:
```
// imports reorganizados para a versão 4.0

import
 
org.junit.Assert
;

import
 
org.junit.Test
;

import
 
org.junit.Before
;

import
 
org.junit.After
;

// Não necessita herdar nada.

public
 
class
 
SampleTest
 
{

 
private
 
java
.
util
.
List
<
Object
>
 
listaVazia
;

 
/**

  * Este método será chamado antes de cada método de teste.

  */

 
@Before

 
protected
 
void
 
inicializar
()
 
{

	 
listaVazia
 
=
 
new
 
java
.
util
.
ArrayList
<
Object
>
();

 
}

 
/**

  * Após cada método de teste, este método é invocado para limpar o lixo.

  */

 
@After

 
protected
 
void
 
terminou
()
 
{

	 
listaVazia
 
=
 
null
;

 
}

 
/**

  * Todo método com a anotação @Test será executado pelo JUnit.

  * O método comportamento faz uma chamada ao método assertEquals(mensagem, valor

  * esperado, valor atual) que verfica se o resultado de "listaVazia.size()" (tamanho da

  * lista) é igual a 0 (zero) que é o valor esperado, caso contrário emite a mensagem.

  */

 
@Test

 
public
 
void
 
comportamento
()
 
{

	 
Assert
.
assertEquals
(
"A lista vazia deve ter 0 elementos"
,
 
0
,
 
listaVazia
.
size
());

 
}

 
/**

  * Este método está testando a exceção. Ela deve ser lançada, pois não existe

  * nenhum item na lista. Caso contrário a implementação tem problemas.

  */

 
@Test
(
expected
=
IndexOutOfBoundsException
.
class
)

 
public
 
void
 
lancarException
()
 
{

	 
listaVazia
.
get
(
0
);

 
}

}

```

Exemplo de classe de testes usando versões anteriores a 3.8:
```
import
 
junit.framework.TestCase
;

public
 
class
 
TesteMultiplica
 
extends
 
TestCase
 
{

 
public
 
void
 
testMultiplication
()
 
{

	 
// Testando se 2*2=4:

	 
assertEquals
(
"Multiplica"
,
 
4
,
 
2
 
*
 
2
);

 
}

}

```

O Mesmo exemplo utilizando o JUnit 4.0:
```
import
 
org.junit.Assert
;

import
 
org.junit.Test
;

import static
 
org.junit.Assert.assertEquals
;

public
 
class
 
TesteMultiplica
 
{

 
@Test

 
public
 
void
 
multiplication
()
 
{

	 
// Testando se 2*2=4:

	 
assertEquals
(
"Multiplica"
,
 
4
,
 
2
 
*
 
2
);

 
}

}

```

### Ferramentas complementares
- Lobo, continuous tuning Ferramenta para testes de performance. Sua utilização é semelhante ao JUnit.